# Hoàng Hà Giang
Hoàng Hà Giang (31 tháng 3 năm 1991 – 7 tháng 12 năm 2015) là một cố nữ võ sĩ Taekwondo, đương thời được mệnh danh là "Cô gái vàng Taekwondo Việt Nam".

## Cuộc đời
Hoàng Hà Giang sinh năm 1991 tại Thành phố Hồ Chí Minh. Cô tập luyện Taekwondo từ nhỏ và đến năm 15 tuổi đoạt giải HC bạc ASIAD 2006 tại Doha, Qatar. Sau đó, cô đã 2 lần giành Huy chương vàng ở giải vô địch trẻ Thế giới vào các năm 2006, 2008.
Năm 2008, khi vừa 17 tuổi và đang là niềm hy vọng mang huy chương cho Việt Nam tại Olympic Bắc Kinh, Hà Giang bị phát hiện mang căn bệnh Lupus ban đỏ hệ thống. Cô phải từ bỏ Olympic và ngừng sự nghiệp thể thao.
Năm 2013, cô lại bị tai nạn giao thông gãy chân, phải sống trong gia cảnh rất khó khăn.
Năm 2015, cô qua đời ở tuổi 24.